# Взвар

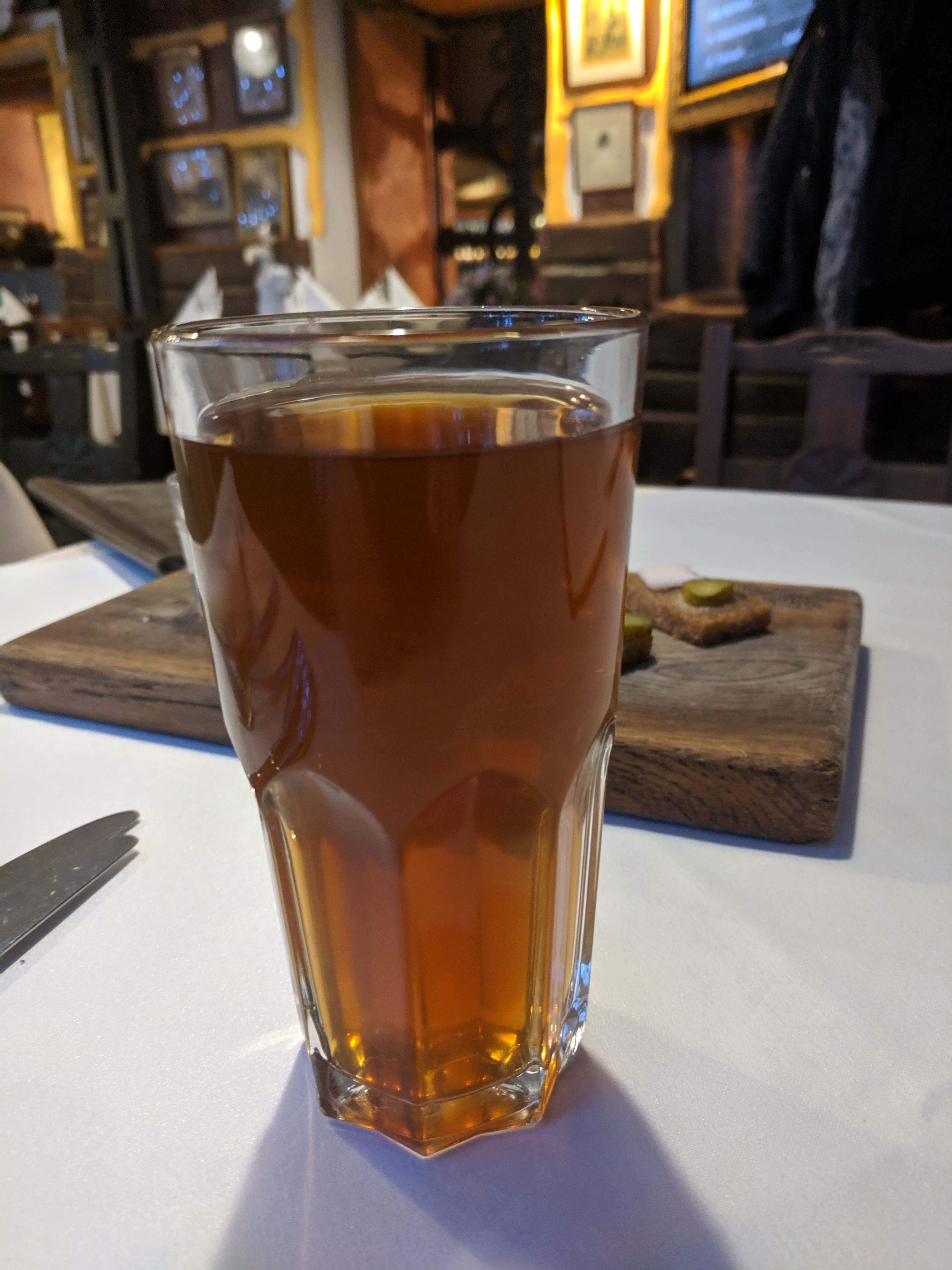
Узвар в стакане

Взвар (укр. узвар, отвар, навар) — напиток, получаемый с помощью длительного нагревания воды или пива с травами, кореньями, фруктами или ягодами. Название происходит от слова «заваривать», «варить». Обычно слово используется в следующих значениях:
- Компот[1][5] на основе сухих плодов, сухих ягод или сухофруктов, с мёдом и (иногда) специями. Обобщенно рецепт выглядит так: фрукты (ягоды, сухофрукты) варятся (если в рецепт входит несколько фруктов, они нередко варятся раздельно) или иногда заливаются кипятком[6], затем добавляется и размешивается мёд, после чего взвар настаивается. В старину взвар, как напиток из сухофруктов, мог готовиться также на пиве[2], и в частности безалкогольное пиво как основу взвара используют и некоторые пивовары XXI века[7].

- Сбитень[8] — горячий напиток, изготавливаемый путём непродолжительного кипячения в воде мёда и пряных трав.

- Соус к мясным блюдам[9], традиционный для русской кухни. Взвары имеют растительную основу — овощную или ягодную. Дополнительными компонентами в них часто могут быть мёд, масло, мука и уксус. Обычны взвары луковый, капустный, клюквенный[10], брусничный[11].

- Существуют и более редкие варианты блюд с названием «взвар», например, взвар с рисом[12], старинная луковая похлёбка на квасе[2]. Взваром могут называть кисель[13].

В старину взваром могли называть любой алкогольный напиток, доводимый до кипения и подаваемый горячим, например глинтвейн или душепарку.